# Wereldkampioenschappen turnen 2017
De wereldkampioenschappen van 2017 waren de 47ste editie van het toernooi en vonden plaats tussen 2 en 8 oktober 2017 in het Olympisch Stadion in Montreal, Canada.
Het was de eerste keer sinds de wereldkampioenschappen turnen van 2003 dat de kampioenschappen in Noord-Amerika georganiseerd werden. Montreal was ook al eens gastland van de kampioenschappen van 1985.

## Programma
| Q | Kwalificaties | Goud | Finale |

### Mannen
| Onderdeel            | 2 okt | 3 okt | 4 okt | 5 okt | 6 okt | 7 okt | 8 okt |
| -------------------- | ----- | ----- | ----- | ----- | ----- | ----- | ----- |
| Kwalificaties        | Q0    | Q0    |       |       |       |       |       |
| Individuele meerkamp |       |       |       | 0     |       |       |       |
| Vloer                |       |       |       |       |       | 0     |       |
| Paard (voltige)      |       |       |       |       |       | 0     |       |
| Ringen               |       |       |       |       |       | 0     |       |
| Sprong               |       |       |       |       |       |       | 0     |
| Brug                 |       |       |       |       |       |       | 0     |
| Rekstok              |       |       |       |       |       |       | 0     |
| Totaal               |       |       |       | 1     |       | 3     | 3     |

### Vrouwen
| Onderdeel            | 2 okt | 3 okt | 4 okt | 5 okt | 6 okt | 7 okt | 8 okt |
| -------------------- | ----- | ----- | ----- | ----- | ----- | ----- | ----- |
| Kwalificatie         |       | Q0    | Q0    |       |       |       |       |
| Individuele meerkamp |       |       |       |       | 0     |       |       |
| Sprong               |       |       |       |       |       | 0     |       |
| Brug ongelijk        |       |       |       |       |       | 0     |       |
| Balk                 |       |       |       |       |       |       | 0     |
| Vloer                |       |       |       |       |       |       | 0     |
| Totaal               |       |       |       |       | 1     | 2     | 2     |

## Medailles

### Mannen
| Onderdeel            | Goud                         | Goud                   | Zilver             | Zilver           | Brons                     | Brons            |
| -------------------- | ---------------------------- | ---------------------- | ------------------ | ---------------- | ------------------------- | ---------------- |
| Individuele meerkamp | Vlag van China               | Xiao Ruoteng           | Vlag van China     | Lin Chaopan      | Vlag van Japan            | Kenzō Shirai     |
| Vloer                | Vlag van Japan               | Kenzō Shirai           | Vlag van Israël    | Artem Dolgopyat  | Vlag van Verenigde Staten | Yul Moldauer     |
| Paard (voltige)      | Vlag van Verenigd Koninkrijk | Max Whitlock           | Vlag van Rusland   | David Beljavskij | Vlag van China            | Xiao Ruoteng     |
| Ringen               | Vlag van Griekenland         | Eleftherios Petrounias | Vlag van Rusland   | Denis Abljazin   | Vlag van China            | Liu Yang         |
| Sprong               | Vlag van Japan               | Kenzō Shirai           | Vlag van Oekraïne  | Igor Radivilov   | Vlag van Zuid-Korea       | Hansol Kim       |
| Brug                 | Vlag van China               | Zou Jingyuan           | Vlag van Oekraïne  | Oleg Vernjajev   | Vlag van Rusland          | David Beljavskij |
| Rekstok              | Vlag van Kroatië             | Tin Srbić              | Vlag van Nederland | Epke Zonderland  | Vlag van Nederland        | Bart Deurloo     |

- De Japanse meervoudig olympisch en wereldkampioen Kōhei Uchimura blesseerde zijn enkel tijdens de kwalificaties, waardoor hij zich voor geen enkele finale wedstrijd plaatste.[4]

### Vrouwen
| Onderdeel            | Goud                      | Goud            | Zilver                    | Zilver         | Brons                        | Brons              |
| -------------------- | ------------------------- | --------------- | ------------------------- | -------------- | ---------------------------- | ------------------ |
| Individuele meerkamp | Vlag van Verenigde Staten | Morgan Hurd     | Vlag van Canada           | Elsabeth Black | Vlag van Rusland             | Elena Eremina      |
| Sprong               | Vlag van Rusland          | Maria Paseka    | Vlag van Verenigde Staten | Jade Carey     | Vlag van Zwitserland         | Giulia Steingruber |
| Brug ongelijk        | Vlag van China            | Fan Yilin       | Vlag van Rusland          | Elena Eremina  | Vlag van België              | Nina Derwael       |
| Balk                 | Vlag van Duitsland        | Pauline Schäfer | Vlag van Verenigde Staten | Morgan Hurd    | Vlag van Duitsland           | Tabea Alt          |
| Vloer                | Vlag van Japan            | Mai Murakami    | Vlag van Verenigde Staten | Jade Carey     | Vlag van Verenigd Koninkrijk | Claudia Fragapane  |

### Medaillespiegel
| Plaats | Land                | Goud | Zilver | Brons | Totaal |
| 1      | China               | 3    | 1      | 2     | 6      |
| 2      | Japan               | 3    | 0      | 1     | 4      |
| 3      | Rusland             | 1    | 3      | 2     | 6      |
| 4      | Verenigde Staten    | 1    | 3      | 1     | 5      |
| 5      | Duitsland           | 1    | 0      | 1     | 2      |
| 5      | Verenigd Koninkrijk | 1    | 0      | 1     | 2      |
| 7      | Griekenland         | 1    | 0      | 0     | 1      |
| 7      | Kroatië             | 1    | 0      | 0     | 1      |
| 9      | Oekraïne            | 0    | 2      | 0     | 2      |
| 10     | Nederland           | 0    | 1      | 1     | 2      |
| 11     | Canada              | 0    | 1      | 0     | 1      |
| 11     | Israël              | 0    | 1      | 0     | 1      |
| 13     | België              | 0    | 0      | 1     | 1      |
| 13     | Zuid-Korea          | 0    | 0      | 1     | 1      |
| 13     | Zwitserland         | 0    | 0      | 1     | 1      |
| Totaal | Totaal              | 12   | 12     | 12    | 36     |

## Belgische en Nederlandse deelname

### Mannen kwalificaties
| Onderdeel            | Plaats | Turner             | Score   |
| -------------------- | ------ | ------------------ | ------- |
| Individuele meerkamp | 29     | Maxime Gentges     | 76.364  |
| Vloer                | 8      | Bram Verhofstad    | 14.433° |
| Vloer                | 37     | Maxime Gentges     | 13.600  |
| Vloer                | 40     | Casimir Schmidt    | 13.533° |
| Vloer                | 73     | Bart Deurloo       | 12.766  |
| Paard (voltige)      | 27     | Bart Deurloo       | 13.666  |
| Paard (voltige)      | 50     | Maxime Gentges     | 12.900  |
| Paard (voltige)      | 75     | Casimir Schmidt    | 12.133  |
| Paard (voltige)      | 113    | Boudewijn de Vries | 10.733  |
| Ringen               | 87     | Maxime Gentges     | 12.166  |
| Brug                 | 41     | Frank Rijken       | 13.700  |
| Brug                 | 72     | Maxime Gentges     | 12.466  |
| Brug                 | 88     | Boudewijn de Vries | 12.100  |
| Brug                 | 117    | Epke Zonderland    | 10.933  |
| Rekstok              | 1      | Epke Zonderland    | 14.433  |
| Rekstok              | 6      | Bart Deurloo       | 14.033  |
| Rekstok              | 37     | Maxime Gentges     | 12.966  |
| Rekstok              | 55     | Frank Rijken       | 12.566  |

° Voordat de Nederlandse mannen aantraden voor hun vloer oefening, sprong de Ier Andrew Smith een gat in de vloer tijdens zijn kwalificatie oefening. Hierdoor kregen alle Nederlandse mannen de mogelijkheid om hun vloer oefening opnieuw te turnen. Bart Deurloo zag van deze mogelijkheid af. Echter Bram Verhofstad verbeterde zijn score van 13.866 punten naar 14.433 punten (24e plaats naar 8e plaats), waardoor hij zich alsnog kwalificeerde voor de vloer finale. Daarentegen zakte Casimir Schmidt van een 10e plaats (14.233 punten) naar een 40e plaats (13.533 punten).

### Vrouwen kwalificaties
| Onderdeel            | Plaats | Turnster            | Score  |
| -------------------- | ------ | ------------------- | ------ |
| Individuele meerkamp | 8      | Nina Derwael        | 53.598 |
| Individuele meerkamp | 21     | Rune Hermans        | 51.866 |
| Individuele meerkamp | 25     | Maellyse Brassart   | 50.807 |
| Sprong               | 9      | Tisha Volleman      | 14.183 |
| Brug ongelijk        | 3      | Nina Derwael        | 15.033 |
| Brug ongelijk        | 18     | Sanne Wevers        | 13.800 |
| Brug ongelijk        | 19     | Rune Hermans        | 13.800 |
| Brug ongelijk        | 41     | Maellyse Brassart   | 12.533 |
| Balk                 | 13     | Eythora Thorsdottir | 12.833 |
| Balk                 | 14     | Sanne Wevers        | 12.733 |
| Balk                 | 23     | Nina Derwael        | 12.333 |
| Balk                 | 27     | Maellyse Brassart   | 12.200 |
| Balk                 | 34     | Rune Hermans        | 11.900 |
| Balk                 | 55     | Lieke Wevers        | 11.166 |
| Vloer                | 18     | Eythora Thorsdottir | 13.033 |
| Vloer                | 24     | Rune Hermans        | 12.833 |
| Vloer                | 27     | Nina Derwael        | 12.733 |
| Vloer                | 39     | Maellyse Brassart   | 12.333 |
| Vloer                | 81     | Tisha Volleman      | 11.566 |

### Mannen finales
| Onderdeel | Plaats | Turner          | Score  |
| --------- | ------ | --------------- | ------ |
| Vloer     | 4      | Bram Verhofstad | 14.333 |
| Rekstok   | Zilver | Epke Zonderland | 14.233 |
| Rekstok   | Brons  | Bart Deurloo    | 14.200 |

### Vrouwen finales
| Onderdeel            | Plaats | Turner       | Score  |
| -------------------- | ------ | ------------ | ------ |
| Individuele meerkamp | 8      | Nina Derwael | 53.498 |
| Individuele meerkamp | 11     | Rune Hermans | 52.299 |
| Brug ongelijk        | Brons  | Nina Derwael | 15.033 |